# St. Jürgen vor Rambin
St. Jürgen (oft irrtümlich Kloster Rambin) ist ein Gebäudekomplex in Rambin auf der Insel Rügen. Er geht auf ein Hospital aus dem 14. Jahrhundert zurück.

## Gebäude
Die Kapelle St. Jürgen stammt im Ostteil aus dem 15. Jahrhundert. Dieser wird gegenwärtig für Ausstellungen genutzt.
Im Westteil gibt es Wohn- und Geschäftsräume.
Auf dem Areal befinden sich vier Wohnhäuser aus dem 19. Jahrhundert, die teilweise bewohnt sind. Daneben gibt es Wiesen mit Obstbäumen.

## Geschichte
1334 stiftete der Stralsunder Ratsherr Gödecke von Wickede das Hospital St. Jürgen vor Rambin für Leprosen (Aussätzige) und stattete es mit einigem Besitz aus. 1339 wurde diese Gründung vom Bischof von Roskilde bestätigt.
Spätestens seit 1412 wurde es von Armen bewohnt, die sich gegen ein geringes Eintrittsgeld dort lebenslanges Wohnrecht erwarben.
Das Hospital erwarb weitere Landgüter und Einkünfte und entwickelte sich zum wohlhabendsten und wichtigsten auf der Insel Rügen.
Um 1440/80 wurde eine neue Kapelle gebaut, deren Ostteil erhalten ist.
Nach der Reformation wurde die Kapelle profaniert und das Priesterhaus aufgegeben, um 1550 lebten dort noch sechs Arme.
Auch in den folgenden Jahrzehnten existierte es nur in bescheidenem Umfang. Im Dreißigjährigen Krieg wurde es wahrscheinlich weiter beeinträchtigt und etwa in den 1670er Jahren aufgegeben.
Nach 1720 wurde das Armenhaus wieder neu belebt. Es entwickelte in den folgenden Jahrzehnten mit den alten Besitzungen wieder einen erheblichen wirtschaftlichen Wohlstand. Im 19. Jahrhundert wurden neue Wohnhäuser, ein Backhaus und weitere Gebäude gebaut.
1946 wurde der Landbesitz enteignet. Danach wurden die Wohnungen allgemein vermietet.
Das Areal ist sanierungsbedürftig. 2020 gründete sich dafür der Häuserverein "Leben ins Kloster Rambin e. V.".